# Igreja Nova do Sobral
Igreja Nova do Sobral es una freguesia portuguesa del municipio de Ferreira do Zêzere, distrito de Santarém.

## Historia
El 28 de enero de 2013, una parte de la extinguida freguesia de Pias pasó a formar parte de esta freguesia en aplicación de una resolución de la Asamblea de la República de Portugal, promulgada el 16 de enero de 2013.

## Demografía
| Gráfica de evolución demográfica de Igreja Nova do Sobral entre 2011 y 2021 |
|                                                                             |
| Datos según el nomenclátor publicado por el INE portugués.                  |